# Château-Garnier
Château-Garnier é uma comuna francesa na região administrativa da Nova Aquitânia, no departamento de Vienne. Estende-se por uma área de 35,89 km². Em 2010 a comuna tinha 623 habitantes (densidade: 17,4 hab./km²).